# 大内氏 (源氏)
大内氏（おおうちし）は、日本の氏族のひとつ。本項では本姓を源氏とする一族について解説する。

## 清和源氏義光流平賀氏族
清和天皇第六皇子 貞純親王の御子 経基王を祖とする清和源氏に大内氏の系統がある。ひとつは、経基王の子 満仲四男 頼信に始まる河内源氏の系統で頼信嫡男 頼義の三男 新羅三郎義光にはじまる。義光の四子 平賀冠者盛義の子が幕府の重鎮となった平賀義信であり、その長男が大内惟義である。惟義は伊賀国守護となり、伊賀国大内郷を領したために大内と呼ばれるようになったとみられているが、平家物語では信濃在住時からすでに大内と呼ばれていたという記述もある。惟義は父の地位を継いで源氏の元勲として活動し、近畿6ヶ国の守護を勤めた。しかし惟義の死後、子惟信が承久の乱で後鳥羽上皇方として戦い、敗戦したため没落した。惟信の子惟時の系統は堂上家竹内家となっている。
また、紀伊の牲川氏は源姓大内氏流と称したが、多々良姓大内氏と混同するところあり詳細必ずしも明らかでないという。

## 清和源氏義光流佐竹氏族
また、上記と同じ清和源氏新羅三郎義光流ながら、別系統として存在するのが、佐竹氏7代目当主佐竹行義を祖とする大内氏である。常陸国那珂郡大内邑より起こり、行義の次男の大内与次郎（與次郎）義高より始まるという。
系譜
行義 - 大内与次郎（與次郎）義高 - 彦次郎義武その弟源三郎義計 - 孫二郎義夏（義計の子）

### 秋田藩士 大内氏
上記大内氏の流を汲むもので佐竹氏の秋田転封に随行する者として、大内広重なる者あり、秋田土崎ノ湊に住み、大番組として50石を賜るという。
系譜
大内広重 - 広俊 - 広頼 - 広勝

### 水戸藩郷士 大内氏
また、主家の秋田転封に随行せず、常陸国に在国した大内氏については、水戸藩により郷士に取り立てられた。大内勘右衛門は田中中村に50石を与えられたという。この郷士登用には水戸藩の新藩主となった水戸徳川家が旧領主 佐竹氏一門の西丸氏や長山氏などとともに配下に組み入れることで撫民政策を取る狙いがあったという。
また、水戸藩領内からは江戸時代中期から後期にかけて活躍した大内清衛門が出る。清衛門は諱を利貞といい代々、那珂郡前浜村に隅、後に湊村に移り、回船・海産物問屋を営み、北海道貿易で巨利を得るという。兄の大内五郎衛門彰信の養子となり、献金により郷士となるという。格式代官列、350石を給され、勘定奉行、格式小納戸役、湊殻会所仕法懸に昇るという。
また、江戸時代後期に水戸藩の百姓から藩士となった者として、大内正敬が出る。正敬は代々百姓であった久慈郡留村の大内重政の子として生まれたが、小宮山楓軒に師事して、郡方勤となり、弘道館句読師を経て彰考館に入り、歩士格・弘道館訓導、北郡勤め、南郡勤めなど歴任し、小宮山の手代として民政に尽力したという。

### 尊王志士・義民として活動した大内氏
同じく常陸国内で大内姓を有する志士・義民がいるので以下に列記する。但し、源姓とは限らないため、常陸国の大内氏として記す。
- 大内平次衛門
  - 久慈郡藤田村の郷士列横目役。諱は義質。号は恕庵。弘化元年（1844年）、江戸で藩主雪冤を運動して下獄する。南上中罹病し、11月25日死去。享年61[8]。
- 大内彦蔵
  - 久慈郡留村の百姓。諱は為義。天狗党に加わり銚子から江戸佃島へ移され、慶応2年（1866年）6月7日、当地で獄死。享年25。靖国神社合祀[9]。
- 大内内蔵之允
  - 多賀郡河原子村の百姓。天狗党の乱にて天狗方に加わるが、元治元年(1864年)暴徒に襲われて死去。享年22。靖国神社合祀[10]。
- 大内誠造
  - 水戸藩士。与力。諱は盛言。安政5年から6年(1858年～1859年)にかけて起きた戊午の密勅に際して、勅錠返納反対運動に加わり捕らわれる。慶応2年(1866年)、獄死する。享年52。靖国神社合祀[11]。
- 大内忠次
  - 大沼詰先手同心組。諱は克誠。天狗党に加わるが武蔵国岩槻藩に捕らわれ江戸佃島に移され、慶応2年（1866年）3月23日、獄死。享年47。靖国神社合祀[12]。
- 大内平之衛門
  - 久慈郡藤田村の百姓。里正格組頭。安政6年（1859年）戊午の密勅の際、奉勅運動に関わり、元治元年、武蔵国川越にて拘禁される。慶応2年（1866年）7月6日、江戸佃島で獄死。享年51。靖国神社合祀[13]。
- 大内善九郎
  - 久慈郡島村の百姓。天狗党に加わるも離脱。慶応2年(1866年)7月29日、新治郡小幡駅で病死する。享年40（38とも）。靖国神社合祀[14]。
- 大内雄之介
  - 久慈郡島村の百姓。諱は義寿。組頭弥次郎（茨城郡川又村組頭とも）の長男。慶応元年（1865年）6月に水戸に送られ、同2年（1866年）2月15日、獄死（元年2月15日、敦賀にて斬首とも）。靖国神社合祀[14]。
- 大内藤蔵
  - 郡方内元締役、文庫役。諱は信之。安政5年（1857年）江戸に直訴に及ばんとして道路疎通せず、憂憤のあまり井戸に身を投じて自殺する。自刃とも。享年44。靖国神社合祀[15]。
- 大内悌之介
  - 藤蔵の次男。安政元年長岡駅屯集。万延元年（1860年）、徳川斉昭の死を悲しみ自殺未遂、数日後さらに割腹し死去する。享年18。靖国神社合祀[16]。
- 大内吉五郎
  - 那珂郡湊村の郷士。諱は惟安。天狗党に加わる。元治元年（1864年）9月2日、那珂湊にて幕艦に近づこうとして捕らわれるも、病にて保釈される。慶応2年（1866年）9月14日死去。享年28。靖国神社合祀[17]。